# Steirodon barellum
Steirodon barellum är en insektsart som först beskrevs av Francois Jules Pictet de la Rive 1888.  Steirodon barellum ingår i släktet Steirodon och familjen vårtbitare. Inga underarter finns listade i Catalogue of Life.